# 닝빙가짜안테키누스
닝빙가짜안테키누스(Pseudantechinus ningbing)는 오스트레일리아 북부와 서부에서 발견되며, 주머니고양이과에 속하는 작은 육식동물 유대류의 일종이다. 웨스턴오스트레일리아주 킴벌리 전역과 노던 준주 현지에서 흔하게 벌견된다.

## 분류
닝빙가짜안테키누스는 해리 버틀러(Harry Butler)가 킴벌리 지역의의 폐역 닝빙(Ningbing)에서 처음 수집했다. 오랫동안 살찐꼬리가짜안테키누스(P. macdonnellensis)의 형(form)의 하나로 간주해 왔지만, 1988년 키치너(D. J. Kitchener)가 별도의 종 상태로 승급했다. 통용명과 학명은 이 종을 처음 발견한 장소의 이름에서 유래했다. 닝빙가짜안테키누스는 주머니고양이과에 속하는 유대류로 다른 가짜안테키누스속 종들과 근연종 관계를 갖고 있으며, 특히 살찐꼬리안테키누스와 아주 가까운 종이다.

## 특징
닝빙가짜안테키누스는 살찐꼬리가짜안테키누스(Pseudantechinus macdonnellensis)와 유사하지만 암컷은 6개가 아닌 4개의 젖꼭지를 갖고 있다. 또한 꼬리가 더 길고, 털도 길며 겉모습에 비늘털이 약간 남아 있다. 습성은 조금밖에 알려져 있지 않다. 6월에 짝짓기를 하며 45~52일의 비교적 긴 임신 기간을 갖는다. 새끼는 7~8월에 태어나며 10~11월에 젖을 뗀다.

## 서식지
닝빙가짜안테키누스는 오스트레일리아 킴벌리 지역에서 발견되며, 넓은 범위의 식생 유형 중에서 바위가 돌출된 곳에서 서식한다.